# Georgi Arnaudov
Georgi Arnaudov (in bulgaro Георги Арнаудов? (Sofia, 18 marzo 1957) è un musicista e compositore bulgaro.

## Biografia
Autore di musica contemporanea, è solitamente considerato come uno dei maggiori rappresentanti della corrente minimalista e della musica postmoderna bulgara. Diplomato nel 1986 con il massimo dei voti e lode presso la Accademia Nazionale di Musica "Prof. Pančo Vladigerov" – Sofia, dov'era già attivo come interprete, si perfeziona successivamente in composizione con Brian Ferneyhough e Ton De Leeuw. Ha ottenuto il Dottorato di ricerca di musicologia alla Nuova Università Bulgara.
È autore di numerose opere sinfoniche, da camera e per strumento solista; sia strumentali, che vocali e per pianoforte e di numerose cicli di opere su testi antichi e in antico slavo ecclesiastico. È noto soprattutto per la sua musica su autentici testi antichi di riti orfici, per la sua Passione di nostro Signore Gesù Cristo secondo il Libro dei Salmi scritto sulle Ore canoniche del Venerdì Santo sistemati di San Cirillo di Alessandria e della sua poema sinfonico “Blacherne. Il velo della Madonna”.
È considerato uno dei maggiori rappresentanti della corrente minimalista e della musica postmoderna bulgara.
Fra il 1983 ed il 1999 ha insegnato alla Scuola Nazionale di Musica "Lubomir Pipkov" di Sofia. Dal 2000 insegna nella Nuova Università Bulgara come docente di Musica - armonia e composizione.
Nel 1985 ha vinto il Grand Prix dell Unione Europea di Radiodiffusione, nel 1989 il premio Carl Maria von Weber e nel 2004 il premio Nazionale di musica per il Centenario della fondazione della Scuola Nazionale di Musica di Sofia.

## Composizioni per teatrodanza
- Offertorium I teatrodanza secondo Herman Broch (1988)
- Offertorium II teatrodanza(secondo Jorge Luis Borges) (1991)
- Transpatium balletto (1996)
- Choreordained balletto (1996)
- ...the highest point of my inferiority... teatrodanza(1998)
- Black Box, teatrodanza(1998)
- Threshold, teatrodanza (2001)

### Composizioni varie per orchestra
- Sinfonia n. 1 per orchestra (1984)
- Concerto per Orchestra (1986)
- Concerto grosso (1987)
- Kammerkonzert (1988)
- Symphony No. 2 (1990)
- Laus Solis (1996)
- I colori della luce (1997)
- Variazioni su di un tema di Rachmaninovper pianoforte e orchestra (2001)
- Concerto Barocco, secondo Alejo Carpentier (2007)
- Liber Canticorum (2008)
- Passio et mors Domini nostri Jesu Christi secundum Liber Psalmorum per bass, soprano, coro e orchestra (2008)
- Concerto per Violino, Archi, Percussione e Tasti (2008–10)